# Лома (Колорадо)
Лома (енгл. Loma) насељено је место без административног статуса у америчкој савезној држави Колорадо.

## Демографија
По попису из 2010. године број становника је 1.293.
| Група             | 2000.    | 2010.         |
| Белци             | 0 (0,0%) | 1.170 (90,5%) |
| Афроамериканци    | 0 (0,0%) | 0 (0,0%)      |
| Азијати           | 0 (0,0%) | 5 (0,4%)      |
| Хиспаноамериканци | 0 (0,0%) | 90 (7,0%)     |
| Укупно            | 0        | 1.293         |